# Muricaria prostrata
Muricaria prostrata är en korsblommig växtart som först beskrevs av René Louiche Desfontaines, och fick sitt nu gällande namn av Nicaise Auguste Desvaux. Muricaria prostrata ingår i släktet Muricaria och familjen korsblommiga växter. Inga underarter finns listade i Catalogue of Life.